# برخورد قطار در محور سمنان–دامغان
برخورد قطار در محور سمنان–دامغان به حادثه برخورد دو قطار مسافربری در حوالی «ایستگاه هفت خوان» در محور سمنان-دامغان اشاره دارد. در این حادثه که در ساعت ۷:۲۲ صبح روز جمعه ۵ آذر ۱۳۹۵ به وقوع پیوست، قطار سمنان به مشهد از پشت به قطار تبریز به مشهد که در همان ریل متوقف بود، برخورد کرد. در پی برخورد دو قطار، چهار واگن از ریل خارج و پنج واگن نیز دچار حریق شدند. در این حادثه ۴۷ نفر کشته و ۱۰۳ نفر نیز مصدوم شدند.
این حادثه یکی از مرگبارترین حوادث ریلی در ایران پس از حادثه قطار نیشابور به‌شمار می‌رود.

## توالی رخدادها
طبق اطلاعیه رسمی منتشر شده از سوی شرکت راه‌آهن جمهوری اسلامی، توالی رخدادها تا وقوع حادثه به این ترتیب بوده‌است:
- ساعت ۶:۱۴ صبح روز جمعه ۵ آذر ۱۳۹۵، قطار ۴۸۰۲ تبریز-مشهد، متشکل از لوکوموتیو شماره ۱۶۲۲ و ۱۳ دستگاه سالن مسافری، با ۴۳۲ نفر مسافر و متعلق به «شرکت حمل و نقل ریلی رجاء» از «ایستگاه گرداب» به سمت «ایستگاه هفتخوان» حرکت می‌کند.
- ساعت ۶:۳۲ قطار تبریز-مشهد به علت برودت هوا و یخ‌زدگی سیستم ترمز در کیلومتر ۲۹۱ متوقف شده و این موضوع را به مرکز کنترل اطلاع می‌دهد.
- ساعت ۷:۰۰ کشیک مأموران کنترل ترافیک متمرکز (CTC) و کنترل، خاتمه یافته و مأموران جدید جایگزین می‌شوند.
- ساعت ۷:۰۸ لوکوموتیوران قطار تبریز- مشهد طی تلفنگرام شماره ۱ سیار از طریق ایستگاه هفتخوان به کنترل ترافیک شاهرود اعلام می‌کند: «به علت یخ زدن ترمز قطار، در کیلومتر ۲۹۱ متوقف هستیم که پس از رفع عیب، ادامه سیر خواهیم داد.»
- ساعت ۷:۰۸ قطار مسافری ۳۲۴۲ سمنان-مشهد، متشکل از لکوموتیو شماره ۱۵۵۷ و ۵ دستگاه سالن مسافری، با ۱۱۰ نفر مسافر و متعلق به «شرکت ریل ترابر سبا» وارد ایستگاه گرداب می‌شود.
- ساعت ۷:۰۹ قطار سمنان-مشهد به صورت عبوری به سمت ایستگاه هفتخوان حرکت می‌کند.
- ساعت ۷:۱۴ قطار سمنان- مشهد، با توجه به قرمز بودن چراغ بلاک میانی در پشت چراغ IB۶۰ متوقف و لوکوموتیوران قطار با اعلام مراتب توقف و قرمز بودن چراغ، از کارشناس کنترل ترافیک متمرکز (CTC) کسب تکلیف می‌کند. کارشناس CTC شاهرود به صورت شفاهی از طریق بی‌سیم، مجوز خاموش کردن سیستم کنترل خودکار قطار (ATC) و ادامه سیر تا ایستگاه هفتخوان را به لوکوموتیوران قطار سمنان- مشهد اعلام می‌کند.
- ساعت ۷:۱۸ قطار سمنان-مشهد، از محل، حرکت می‌کند. همچنین کارشناس CTC ضمن مکالمه با کنترل منطقه نسبت به گزارش خرابی IB۶۱ اقدام می‌کند.
- ساعت ۷:۲۲ کنترلرِ کنترل ترافیک شاهرود، طی تلفنگرام مراتب خرابی را به مأمور علائم، اعلام می‌کند.
- ساعت ۷:۲۲ قطار مسافری ۳۲۴۲ سمنان-مشهد با سرعت ۱۳۲ کیلومتر بر ساعت (سرعت مجاز در بلاک ۱۴۰ کیلومتر بر ساعت) با قطار ۴۸۰۲ تبریز-مشهد (قطار متوقف) برخورد می‌کند.
- پس از برخورد، لکوموتیو ۱۵۵۷ قطار سمنان-مشهد، از خط خارج و واژگون شده و دچار حریق می‌شود و سه سالن انتهایی قطار تبریز-مشهد و ۵ سالن قطار سمنان-مشهد نیز دچار حریق می‌شوند و هر دو بلاک زوج و فرد مسدود می‌شوند.[۷]

## علت

### خطای انسانی
بنا به گزارش‌های رسمی، با تغییر شیفتِ مسئول کنترل در ساعت ۷، فرد جایگزین از سابقه و دلیل قرمز شدن چراغ بی‌اطلاع بوده و وقتی رئیس قطار سمنان-مشهد برای ادامه حرکت کسب تکلیف می‌کند، به وی گفته می‌شود که مسیر باز است و مشکلی نیست و شاید چراغ به دلیل برودت هوا قرمز مانده‌است و مجوز حرکت به این قطار داده‌می‌شود. لوکوموتیوران قطار سمنان-مشهد نیز با خاموش کردن سیستم کنترل خودکار، قطار را به صورت دستی به حرکت درآورده و پس از شتاب گرفتن، سرعت خود را به ۱۳۰ کیلومتر بر ساعت می‌رساند. پس از چهار دقیقه، قطار سمنان-مشهد به قطار متوقف شده می‌رسد و از آن جایی که، قطار جلویی پشت قوس تپه‌ای واقع شده بود، لوکوموتیوران قطار پشتی، تنها هشت ثانیه قبل از برخورد ترمز کشیده و به شدت با کوپه‌های انتهایی قطار مشهد-تبریز برخورد می‌کند.
به گفته مقامات، متصدی مرکز کنترل، تصورش آن بوده‌است که با لوکوموتیوران تبریز - مشهد صحبت می‌کند در حالی که با لوکوموتیوران قطار سمنان - مشهد صحبت کرده‌است و بدین ترتیب به وی اعلام کرد که مسیر مقابل آن قطار باز است و حرکت کند. همچنین لوکوموتیوران اجازه نداشته با مسئول سامانه صحبت کرده و سیستم هوشمند را خاموش کند در حالی که این اتفاق رخ داده‌است.
همچنین براساس قوانین راه‌آهن، اگر قطاری در طول خط متوقف شود، تجهیزاتی را برای هشدار قطارهای بعدی در فاصله‌های ۵۰۰ متر تا ۱ کیلومتری قرار می‌دهد تا قطار بعدی متوجه مشکل شده و سرعت خود را کاهش دهد که این اقدام هم از سوی مأموران قطار تبریز-مشهد انجام نشده بود.
از سوی دیگر ابوالفضل حسن‌بیگی، نائب رئیس کمیسیون امنیت ملی مجلس، در مصاحبه‌ای اعلام کرد: «وقتی که دقیقاً مطالعه شد، مشخص شد موضوعی که در تغییر شیفت مطرح است، رخ نداده» وی افزود: «ساعت ۷ باید نفر بعدی می‌آمد که این فرد تأخیر می‌کند و ساعت ۷:۳۰ می‌رسد و دستور حرکت قطار هم ساعت ۷:۱۷ بوده‌است، بنابراین ۱۳ دقیقه زودتر از تغییر شیفت، راننده دستور حرکت گرفته‌است.»

### نقص در سیستم کنترل خودکار قطار
علاوه بر خطای انسانی، درست عمل نکردن سیستم کنترل خودکار قطار (ATC) و اخطارهای غیرواقعی این سیستم در گذشته نیز از جمله عواملی بود که متصدیان بخش کنترل را نسبت به اخطارهای اعلام شده از سوی این سیستم بی‌اعتماد کرده بود. سیستم کنترل خودکار قطار در اسفند سال ۹۳ با هزینه ۳۷ میلیون یورو و با هدف ارتقای ایمنی و کاهش خطای انسانی توسط «شرکت مهاران» به بهره‌برداری رسید. اما این سیستم از فروردین ماه سال ۹۴ تا زمان وقوع حادثه بالغ بر ۲۰۰۰ بار اعلام خطا کرده بود. از آنجایی که بیشتر اخطارهای اعلام شده از سوی سیستم غیرواقعی بوده، متصدیان مرکز کنترل ترافیک، به اعلام خطاهای پیاپی ATC بی‌توجه بوده‌اند و تصور کرده‌اند که در روز وقوع حادثه نیز به مانند گذشته، ایراد از سیستم بوده و اخطار غیرواقعی اعلام شده‌است.
برخی از کارشناسان نیز عدم پیاده‌سازی کامل سیستم اِی تی سی و عدم نصب سیستم بالیس (Balise) و محورشمار در بلاک‌های میانی را از دیگر عوامل این سانحه می‌دانند چرا که سیستم بالیس در بلاک‌های میانی بین دو ایستگاه نصب نشده بود و فقط در بلاک‌های ابتدایی و انتهایی ایستگاه‌ها بالیس وجود داشت. به گفته کارشناسان، در صورت استفاده از محورشمار -که بخشی از سیستم بالیس است- و محاسبه تعداد واگن‌هایی که از بلاک عبور می‌کردند، این حادثه رخ نمی‌داد؛ چون در این صورت، در سیستم، بلوکی که قطار در آن متوقف شده بود، به صورت «اشغال شده» نشان داده می‌شد. این در حالی است که در کشورهایی که این سیستم به صورت کامل پیاده‌سازی شده، میزان خطای انسانی به صفر رسیده‌است.
جمعی از لوکوموتیورانان نیز با انتشار نامه‌ای سرگشاده، اعلام کردند که پیش از این، نواقص و ایرادات سیستم تازه نصب شده را بارها به اطلاع مسئولان رسانده بودند؛ اما توجهی به آن نشده بود.

### ضعف مدیریتی
افزون بر این قرار بوده، پیاده‌سازی سیستم کنترل اتوماتیک قطار، ظرف مدت یکسال به اتمام برسد؛ اما با وجود گذشت دو سال، هنوز به درستی اجرا نشده بود. ضمن اینکه براساس برنامه قرار بود این سیستم یکپارچه‌سازی شود و از سوی یک شرکت نظارت شود که هنوز این اقدام صورت نگرفته و سه شرکت، کنترل حرکت قطارها را برعهده می‌گرفتند.

## پیامدها
با توجه به این که بیشتر کشته شدگان این حادثه از شهر تبریز بودند، پس از این حادثه، در استان آذربایجان شرقی، یک روز عزای عمومی اعلام شد. پیکر کشته شدگان نیز در روز ۱۰ آذر، مصادف با سالروز درگذشت علی بن موسی الرضا، با حضور مردم، چند تن از اعضای هیئت دولت و نمایندگان مجلس در وادی رحمت تبریز و سایر گورستان‌های استان آذربایجان شرقی تشییع و به خاک سپرده شدند.

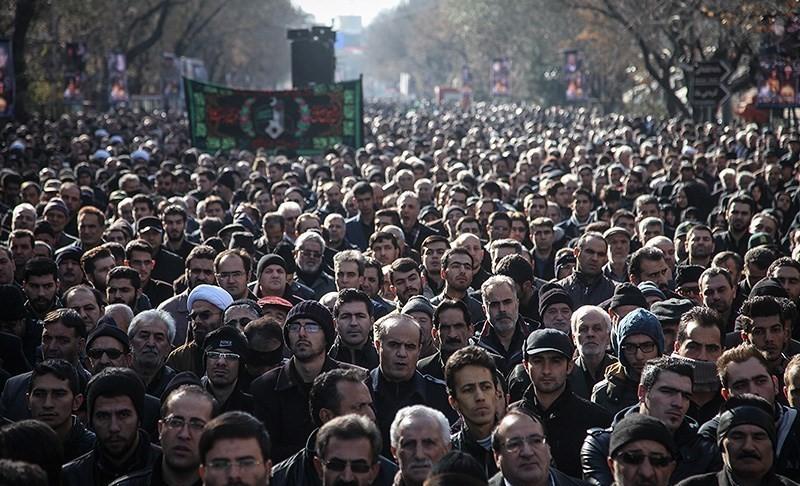
مراسم تشییع پیکر کشته‌شدگان حادثه قطار تبریز-مشهد در تبریز.

پس از حادثه، عباس آخوندی، وزیر راه و شهرسازی در مصاحبه‌ای اعلام کرد: «همه مسافران تحت پوشش بیمه‌اند و از این نظر جای هیچ نگرانی نیست.» که این مصاحبه، واکنش‌های مختلفی را در شبکه‌های اجتماعی و محافل سیاسی در پی داشت.
طبق اعلام دادستان مرکز استان سمنان، در جریان رسیدگی به پرونده حادثه، سه نفر، شامل «مسئول مرکز کنترل فرماندهی راه‌آهن شمال شرق کشور» که در شاهرود مستقر بود، «مسئول مرکز کنترل خطوط» و «مسئول شیفت مرکز کنترل» بازداشت شدند. لوکوموتیوران قطار سمنان-مشهد نیز مصدوم و در بیمارستان بستری شد وی در این سانحه مقصر شناخته نشد و تمام موارد را رعایت کرده و با کسب دستور ادامهٔ سیر داده بود و خبر فرار از صحنه حادثه کاملاً کذب بوده‌است و دادستان سمنان از انشار این خبر کذب از لکوموتیو رانان عذر خواهی به عمل آورد.
یک روز پس از حادثه، محسن پورسیدآقایی، مدیرعامل راه‌آهن جمهوری اسلامی، با حضور در گفتگوی زنده خبری، ضمن عذرخواهی از حادثه دیدگان و خانوادهٔ آن‌ها، اعلام کرد که استعفا داده و استعفایش از سوی وزیر راه و شهرسازی پذیرفته شده‌است. برخی نیز، استعفای مدیر عامل راه‌آهن را اقدامی برای عدم ورود ناظران به ماجرای سیستم کنترل هوشمند قطار و فرار به جلو، جهت عدم پیگیری فساد در راه‌آهن می‌دانند. رضا سراج، در یادداشتی در کانال تلگرامش مدعی شد که برخی از مدیران ارشد راه‌آهن، با ایجاد شرکت‌هایی به نام خود یا همسرانشان، کارفرما، مجری، ناظر و تحویل گیرنده سیستم ۴۰۰ میلیارد تومانی کنترل هوشمند بودند که نتیجه‌اش این حادثه شده‌است. در سال ۹۶ محسن پورسیدآقایی به سمت معاون حمل و نقل و ترافیک شهرداری تهران منصوب شد.